# نیوودورپ
نیوودورپ (به هلندی: Nieuwdorp) یک منطقهٔ مسکونی در هلند است که در بورسله واقع شده‌است. نیوودورپ ۱٬۱۶۸ نفر جمعیت دارد.